# Акваристика
Акваристика је један од најстаријих људских хобија. После паса и мачака рибице су најпопуларнији кућни љубимци.
Сам термин „акваристика“ се односи на чување водених организама у кућним акваријумима. Прва асоцијација на акваристику су свакако рибе. Међутим, у акваријумима се често чувају и остали водени организми, какви су водение биљаке, ракови, пужеви, водоземаци и други. Већина аквариста бави се акваристиком као хобијем, али неки људи ову активност доживљавају као бизнис, па се баве продајом акваристичке робе, уређивањем акваријума, едукацијом, истраживачким радом, еко-уметношћу, односно акваскејпингом и сличним делатностима.
Кроз историју готово да није било дворца или палате која није имала свој украсни рибњак. Примарна сврха уређења рибњака и акваријума била је уживање у лепоти подводног света. Развијајући се кроз векове данашњи приступ акваристици постао је готово наука. Велики број дисциплина које се изучавју у оквиру акваристике, од начина уређења, техничких услова, врста риба и биљака које се узгајају и других, претворило је акваристику у врло комплексан хоби. Иако је у том смислу захтевна, акваристика је заправо врло користан хоби. Најновија истраживања из медицине и психологије указују да често посматрање акваријума позитивно утиче на смањење стреса у организму. Љубитељи акваристике кажу да је акваријум „најуспешнији, стварни исечак природе” који има и терапеутски значај. Осим тога, он је изузетан декоративни елеменат, прави украс сваког затвореног простора. У савременом уређењу ентеријера акваријум има врло битну улогу. У савременим ентеријерима акваријуми могу представљати права уметничка дела.

## Историја
Најранији докази о узгоју рибе у заточеништву потичу из средине 3. миленијума пре нове ере, из сумерског града Лагаша у јужној Месопотамији. Египатске фреске из 18. века пре нове ере, приказују узгој светих рипоуна и других нилских риба у базенима.
Украсни узгој рибе, односно акваристика потиче са Далеког истока, где је овај хоби развијен још у 10. веку. Филозофија древне кинеске вештине фенг шуи  пренесена су на акваријуме који заправо и функционишу по оваквом принципу. Вода као основа акваријума представља симбол живота и чистоће, уноси свежину и одржава оптималну количину негативних јона који су неопходни за здравље и добро расположење човека. Први поуздани подаци о овом хобију потичу из средњовековне Кине. Зллатни караш, познатији као златна рибица, једна од првих припитомљених риба, узгојена је за време владавине династије Сунг. Године 1163. у царским баштама у граду Хангџоу основан је рибњак за узгој златних рибица. У 16. и 17. веку већ је било уобичајено да се златне рибице чувају у затвореном простору, у посебним порцеланским посудама. 

### Долазак акваристике у Европу
Марко Поло је већ крајем 13. века извештавао европљане о кинеским златним рибицама, али су оне први пут доспеле у Европу тек у 17. веку. Године 1728. златна рибица је узгајана у Холандији, а 1750. је увезена у Француску, где је постала веома популарна, углавном захваљујући Мадам Помпадур, љубавници француског краља Луја XV. У Енглеској се први акваријуми, заједно са рибама са Далеког истока, појављују у 18. веку.
Лабиринтовке (дводихалице) су биле прве тропске рибе у европским акваријумима. Увоз егзотичних риба у Европу у 19. веку је зависио је од поморских бродова и трајао је недељама. Лабиринтовке, које могу удисати атмосферски кисеоник, могли су да преживе овако дуг транспорт и биле су одличан избор за акваријуме тог времена, који су били без аерације или филтрације. Прва комерцијална фарма акваријумске рибе основана је 1876. године у Ланквицу близу Берлина. Године 1895. у Бечу је основано прво акваријумско друштво на свету, а 1899. године у Прагу је основано прво чешко удружење аквариста.

### Савремена акваристика
Захваљујући отпорности и лепоти ових риба које могу издржати дуга путовања са врло мало кисеоника и веће температурне осцилације почиње ширење акваристике по свим континентима. Свој процват акваристика доживљава захваљујући технолошком развоју после Другог светског рата. Током 20. века се уз помоћ нових технологија радило пре свега на комерцијализацији, тако да се уз квалитетну опрему и скромно знање бар неко време успешно могао одржавати акваријум са атрактивним рибама. Рибе су се у почетку интензивно доносиле из природних станишта, при чему је тек мали број јединки преживљавао због неадекватних услова транспорта, а показало се и да су дивљи примерци пуно осјетљивији од гајених.
Данас акваристика има сасвим другу тенденцију развоја. У данашње време, када је велик број природних станишта уништава или је већ уништен, акваристика се све више труди да користи знање за узгој риба и одржавање акваријума, па тако и очување природе. Сваки аквариста добро зна шта значи поремећен еколошки баланс и колико је труда потребно уложити да се врати у нормалу, а што је често немогуће.

## Подела акваристике
Акваристика се може поделити на следеће типове:
- Слатководна акваристика је најчешћи тип и представља чување организама који живе у слатким водама.
- Морска акваристика представља чување организама који живе у сланим водама.
- Прелазна акваристика представља чување организама који живе у брактичним водама, које настају мешањем слане и слатке воде.

Акваристика може да се комбиније са другим техникама чувања и узгајања организама, па се у том смислу могу издвојити:
- Акватераријум или палударијум, који представља комбинацију акваријума и тераријума и у ком се чувају организми који траже оба станишта. У акватераријумима најчешће се чувају корњаче, жабе, мрмољци и сличне животиње.[11] Када су додатак класичним акваријумима најчешће се додају водоземци и копнене биљке у оном делу унутар акваријума који није потопљен у води.
- Аквапонија која представља спој аквакултуре и хидропоније. Често се користи комбинација акваријума и хидропонског система за прављење аквапоничног система. У овом случају уз помоћ акваријумске воде (и риба) која служи као извор прихране узгајају се различите врсте биљака. Већина копнених биљака би могле да се узгајају на овакав начин.[2]

## Акваристика и наука
Савремена наука не нуди много студија које се директно баве акваристиком. Читајући научне студије и пратећи најновија открића, може се пронаћи много занимљивих информација о рибама и шкољкама, а ове информације се затим могу користити у нези и репродукцији акваријумских организама. Ово знање такође омогућава да се боље разуме функционисање водених екосистема (мора и копнених вода) и процесе који се одвијају у акваријуму. За успешно бављење акваристиком неопходно је поседовати бар основна знања из хемије, биологије, физике, екологије и других наука.
Ипак, наука о акваристици је увелико еволуирала у последњих неколико деценија. Научни рад у овој области започео је пионирски истраживач и палеобиолог Валтер Адеи (Walter Adey) који је саградио први истраживачки акваријум крајем 1970. Његов циљ је био да направи акваријум који би омогућио праћење и експериментисање на екосистему коралног гребена у лабораторијским условима. Експериментални акваријуми данас нуде немерљиву вредност научној заједници, посебно у области спашавања корала у дивљини тако што се узгаја у заточеништву. Свест о коралним гребенима је данас важнија него икада, јер служи као позив целокупном друштву (потрошачима, предузећима и организацијама) да размисле о деликатном екосистему коралних гребена.

### Еколошки значај акваристике
Иако се ради о једном од најстаријих хобија, професионалци акваристику подижу на један виши ниво. Један класични акваријум представља водени екосистем у ком се комбиновањем различитих организама добијају релативно стабилни услови за живот сваког члана ове заједнице. Овакви екосистеми су одлични за проучавање екологије, односно међусобних односа организама у полувештачким условима. Такође, овакви екосистеми могу да послуже за размножавање угрожених водених организама који би могли послужити за накнадно враћање врсте у природу. Треба нагласити да је забрањено уношење увезених организама у локалне водене екосистеме.
Свакако да бављење акваристиком није могуће без проучавања екологије организама који се чувају или узгајају у једном акваријуму, а такође је неопходно и познавнаје природних процеса и услова који су неопходни да би се постигао баланс у акваријуму, односно да би организми у акваријуму уопште преживели.

## Акваристика у савременој архитектури
Акваријуми играју битну улогу у савременом уређењу ентеријера. Модерна акваристика придаје велику пажњу усклађивању изгледа акваријума са ентеријером у ком се он налази. Данас се на тржишту могу наћи акваријуми различитих облика и димензија, од једноставних облика коцке и квадра до оних петоугаоне или шестоугаоне основе. 
Оптимална величина акваријума зависи од простора у ком се он налази. С обзиром на спорију проточност и промене својстава воде, велике акваријуме је лакше одржавати. При томе треба водити рачуна да акваријум стоји на стабилном и масивном постољу, како не би дошло до пада и лома. Најбоље га је сместити у угао собе, на место које је умерено осветљено, заштићено од промаје, буке и јачих вибрација.

### Акваскејпинг
Акваскејпинг (енгл. aquascaping) је пракса стварања реалистичних природних акваријума. За стварање оваквих акваријума, осим узора у природи и уметничке композиције, неопходно је и познавање науке, у првом реду биологије и хемије воде. Овај комплексни однос између природе, уметничког дизајна и науке ствара прелепе водене пејзаже, било да се ради о подводној амазонској џунгли, каменим формацијама у јапанском Ивагуми стилу или тропском коралном гребену.

## Утицај на људско здравље
Научници у Националном морском акваријуму (енгл. National Marine Aquarium ) највећем јавном акваријуму у Уједињеном Краљевству (Плимут), проучавали су реакције посетилаца док су један од већих акваријума полако обнављали новим рибама. Пратили су физиолошке ефекте на посматраче и открили да, како се број риба у акваријуму повећавао, пулс и крвни притисак посматрача су опадали. Људи су изјавили да су после посете изложби били боље расположени. Према речима Деборе Крекнел (Deborah Cracknell), водећег истраживача у акваријуму, чак је и гледање преламања светлости и морских алги било је прилично опуштајуће, али када је почело додавање риба уочена је битна разлика. Овакав резултат није толико изненађујући. Доказ за то може се чути чак и у музици Камија Сен-Санса инспирисаној управо акваријумима.
Ово истраживање представља допринос бројним другим која се баве проучавањем како посматрање природе може смањити ниво стреса код људи. Наиме, бројне студије су показале да зелени простор, попут вртова или паркова, има сличне физиолошке ефекте. Рађене су такође и студије које су показале да ће посетиоци зубарских ординација и домова за старе имати нижи крвни притисак и смањену анксиозност ако су у просторији присутни акваријуми. Такође постоје докази да врста морског живота акваријуму може направити разлику. Аутори студије сугеришу да су већи утицај на расположење људи имале шарене тропске рибе и виши нивои биодиверзитета. Крекнелова верује да би ови резултати били од користи у болничком окружењу, чак и ако би се само емитовали видео снимци акваријума.